# Hầm Guryong
Hầm Guryong (Tiếng Hàn: 구룡터널, Hanja: 九龍터널) là một đường hầm ở Seoul nối Naegok-dong, Seocho-gu và Gaepo-dong, Gangnam-gu dài 1.180m, rộng 17m cả hai chiều, cao 6.8m, hoàn thành ngày 30 tháng 4 năm 1998. Đường hầm này được đào xuyên qua núi Guryongsan, và được đặt tên là đường hầm Guryong theo tên núi Guryongsan.

## Lịch sử
- Ngày bắt đầu: 30 tháng 12 năm 1992
- Ngày khai trương: 30 tháng 4 năm 1998

## Thông tin lân cận
- Núi Guryong
- Gaepo 6 Chawooseong APT
- Gaepo 1 Danji Jugong APT
- Trường tiểu học Seoul Gaewon
- Trường trung học Gaepo
- Làng Guryong
- Heoninneung